# 2 Persei
2 Persei, som är stjärnans Flamsteed-beteckning, är en dubbelstjärna belägen i den nordvästra delen av stjärnbilden, Perseus. Den har en skenbar magnitud på ca 5,70 och är svagt synlig för blotta ögat där ljusföroreningar ej förekommer. Baserat på parallax enligt Gaia Data Release 2 på ca 6,5 mas, beräknas den befinna sig på ett avstånd på ca 500 ljusår (ca 154 parsek) från solen. Den rör sig bort från solen med en heliocentrisk radialhastighet av ca 11 km/s.

## Egenskaper
Primärstjärnan 2 Persei A är blå till vit stjärna i huvudserien av spektralklass B9pHgMn V, som anger att den är en kemiskt speciell kvicksilver-manganstjärna. Andra analyser av dess spektrum har tilldelat den spektraltyp B9 III. Den har en radie som är ca 2,3 solradier och utsänder ca 145 gånger mera energi än solen från dess fotosfär vid en effektiv temperatur på ca 9 400 K.
2 Persei är en misstänkt variabel stjärna, som har visuell magnitud +5,7 och företer variationer med okänd amplitud.
Radialhastighetsmätningar 1970 ur spektrogram tagna vid David Dunlap Observatory anger att den är en enkelsidig spektroskopisk dubbelstjärna. Uppföljningsobservationer har lett till bestämningen att den har en nästan cirkulär bana med en omloppsperiod av 5,6 dygn.